# Laura Ling
Laura Ling (1 de dezembro de 1976)   é uma jornalista e escritora estadunidense. Trabalhou para a Current TV como correspondente e vice-presidente da Unidade de Jornalismo Vanguard, que produziu a série de TV Vanguard. Ela foi apresentadora e repórter do E! Investigates, uma série documental na E! Network. Em novembro de 2014, Ling ingressou na Discovery Digital Networks como diretora de desenvolvimento.
Em 2009, Ling e sua colega Euna Lee foram detidas na Coreia do Norte depois de começarem a filmar refugiados do país que cruzaram o rio e entraram na China. Muitas destas refugiadas eram mulheres e, uma vez do outro lado da fronteira, eram frequentemente vendidas como noivas. Ling disse que os guardas norte-coreanos a arrastaram através da fronteira. Uma vez na Coreia do Norte, as duas mulheres foram julgadas e condenadas. Eles foram perdoados depois que o ex-presidente dos EUA, Bill Clinton, voou para a Coreia do Norte para se encontrar com Kim Jong-il e apelar em nome delas.
Ling e sua irmã mais velha, Lisa Ling, são filhas de imigrantes de Hong Kong e Taiwan. Eles cresceram em Carmichael e Sacramento, Califórnia. Ambas se tornaram jornalistas e sua irmã é correspondente especial do The Oprah Winfrey Show, National Geographic Explorer e CNN.

## Infância e educação

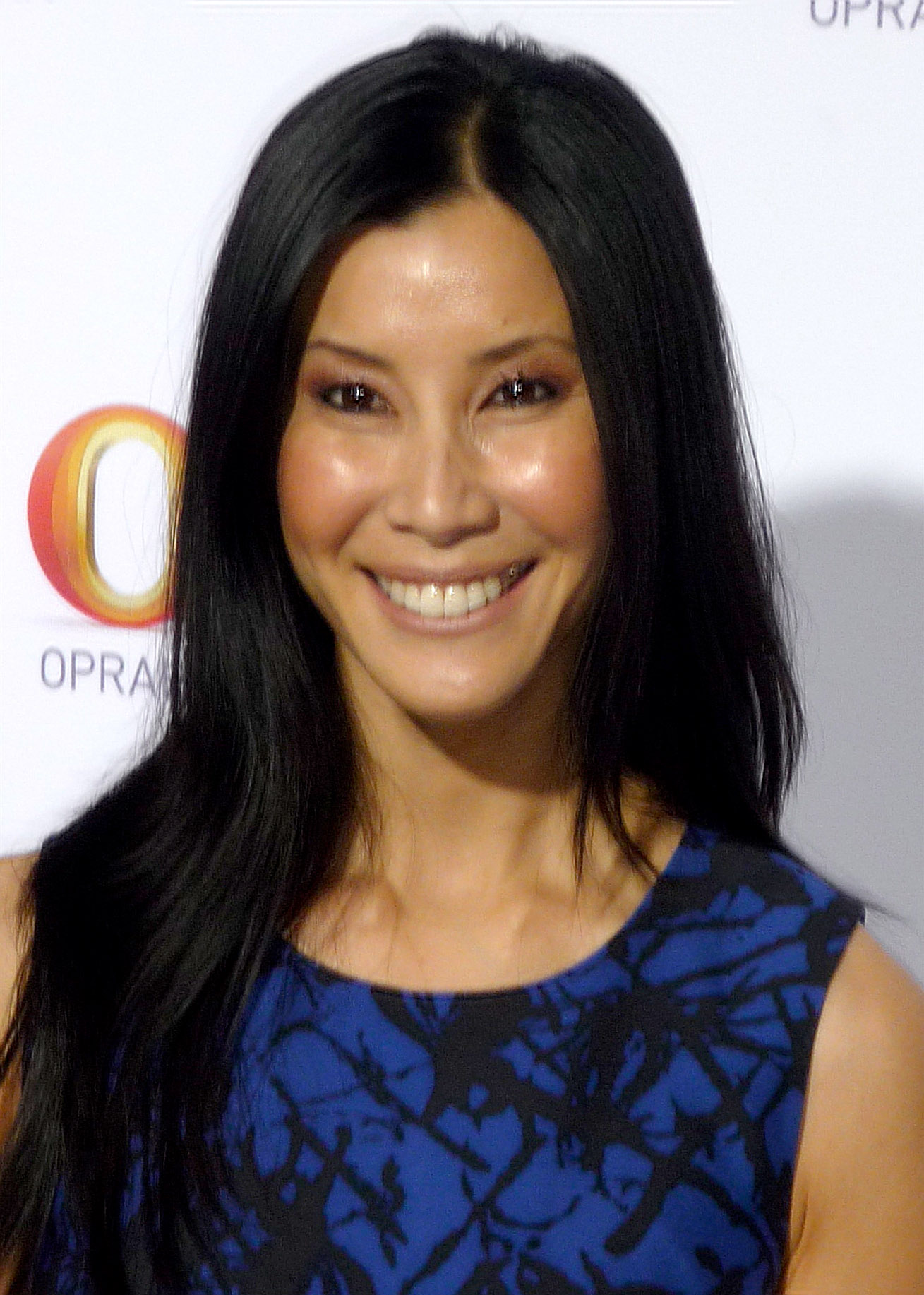
A irmã de Laura, Lisa Ling, em 2011

Laura Ling nasceu em Carmichael, Califórnia. Sua mãe, Mary Mei-yan (nascida Wang), é uma imigrante de Tainan, Taiwan. Anteriormente, ela atuou como chefe do escritório de Los Angeles da Associação Formosana de Assuntos Públicos . Seu pai, Chung Teh "Douglas" Ling, é um imigrante de Hong Kong, onde nasceu em 1937. Ela tem uma irmã mais velha, Lisa Ling, que também é jornalista.
Os pais de Ling se divorciaram quando ela tinha quatro anos. Após o divórcio, ela e a irmã foram criadas pelo pai em Sacramento, Califórnia.
Ling estudou na Del Campo High School em Fair Oaks, Califórnia. Em 1998, formou-se em comunicações pela UCLA. Na UCLA, Ling atuou como analista estudantil no Centro de Política de Comunicação. Lá, ela trabalhou no Projeto de Avaliação da Violência, estudando programas de televisão.

## Carreira
Laura trabalhou primeiro como correspondente do SoCal Connected da KCET e como produtora do Channel One News. Ela foi cocriadora do Breaking it Down, uma série documental da MTV que foi ao ar entre 1999 e 2001.
Em seguida, Laura entrou para a Current TV, onde cobriu questões sobre Cuba, Indonésia, Filipinas, Turquia, Cisjordânia e o Rio Amazonas, bem como sobre favelas em São Paulo, Brasil, gangues e adolescentes sem-teto em Los Angeles e igrejas católicas extraoficiais na China. Antes de sua detenção, ela havia feito reportagens sobre a guerra às drogas no México.
Quando Ling foi capturada e detida, ela estava disfarçada, fazendo um documentário sobre desertores norte-coreanos, que eram principalmente mulheres. Ela explorou os perigos que eles enfrentaram depois de cruzar a fronteira chinesa no rio Tumen, incluindo casamentos forçados, tráfico, deportação e criminalização.
Ling apresentou um programa de notícias de uma hora no E!, intitulado E! Investigates, que estreou em 8 de dezembro de 2010. O programa era voltado para um público mais jovem e focava na cultura pop. Seu segundo programa no E! foi chamado de Society X with Laura Ling, que foi ao ar em 3 de outubro de 2013. Além disso, Ling apresentou um programa de notícias noturno na KCET, que se concentrava em notícias locais de Los Angeles. Ling também trabalhou em projetos para Nightline, NBC, PBS e The WB (atual The CW ).
Em 2015, Ling fez uma parceria com a The ONE Campaign para fazer o documentário How Africa Is Hacking Its Energy Crisis, que foi postado no canal Seeker Stories no YouTube. Ling também criou e alimentou o Rituals with Laura Ling, que também foi postado no canal Seeker Stories no YouTube.

### Detenção na Coreia do Norte em 2009
Na última semana de março de 2009, a Coreia do Norte anunciou que duas jornalistas estadunidenses foram detidas e seriam indiciadas e julgadas por entrada ilegal no país. Em 3 de maio de 2009, foi anunciado que Ling e Euna Lee eram as duas que haviam sido detidas, depois de terem tentado filmar refugiados e desertores ao longo da fronteira com a China. Em junho de 2009, elas foram condenadas a 12 anos de prisão laboral por entrada ilegal na Coreia do Norte e atos hostis não especificados.
Sobre o julgamento, Ling disse mais tarde:
"Eu tinha tentado me preparar para uma sentença longa, mas nada poderia me preparar para o veredicto quando ouvi as palavras doze anos... ele disse, sem perdão, sem apelação... E eu estava me perguntando se essas palavras significavam que a janela de oportunidade havia se fechado e meu destino estava selado."
Um jornal dos EUA chamou o julgamento de "encenado" . O governo dos EUA fez esforços diplomáticos para se opor a esta sentença antes das mulheres serem libertadas em Agosto de 2009.
Lisa Ling afirmou que quando sua irmã e Lee deixaram os Estados Unidos, eles nunca tiveram a intenção de cruzar a fronteira para a Coreia do Norte. Ela também disse que sua irmã precisou de tratamento médico para uma úlcera .

#### Crise diplomática
Muitos nos Estados Unidos e na Coreia do Sul acusaram Ling e Lee de criarem uma crise diplomática com a Coreia do Norte durante uma emergência particularmente tensa que já estava em andamento entre a Coreia do Norte e os Estados Unidos. Tanto Ling quanto Lee abordaram essas alegações em suas memórias. Alguns ativistas dos direitos humanos na Coreia do Sul acusaram Lee e Ling de colocarem desnecessariamente os refugiados norte-coreanos em perigo, por não serem mais cuidadosas com as suas fitas e cadernos, caso fossem detidas.
Nos esforços para negociar a libertação de Ling e Lee, enviados diplomáticos foram levantados como uma opção, e muitos enviados diferentes foram considerados, incluindo o governador do Novo México, Bill Richardson, o ex -presidente dos EUA Jimmy Carter, a secretária de Estado dos EUA Hillary Clinton e o ex -presidente dos EUA Bill Clinton- este último foi finalmente aceito pelo regime norte-coreano. Ling foi perdoada junto com Lee, e elas retornaram aos Estados Unidos após uma visita não anunciada de Bill Clinton à Coreia do Norte em 4 de agosto de 2009.

## Prêmios
Laura foi nomeada uma das Mulheres do Ano pela revista Glamour em 2009. Em 2011, recebeu a Medalha McGill por Coragem Jornalística da Grady College of Journalism and Mass Communication. Em 2014, ela ganhou um Emmy Award e um Edward R. Murrow Award (Radio Television Digital News Association) por SoCal Connected . Em 2012, Laura foi incluída no Hall da Fama da Fundação Educacional de San Juan. Como Diretora de Desenvolvimento e Correspondente da Discovery Digital Networks, Ling ganhou um Prêmio Gracie em 2016.
Enquanto era vice-presidente da Vanguard, o programa ganhou vários prêmios, incluindo um Peabody Award, duas indicações ao Emmy, um Prism Award e um Alfred I. duPont–Columbia University Award.

## Vida pessoal
Laura Ling é casada com Iain Clayton,  um analista financeiro. Eles têm uma filha, Li Jefferson Clayton, nascida em 3 de junho de 2010. Ela recebeu o nome em homenagem à irmã de Laura, Lisa, e ao presidente Bill Clinton, cujo nome do meio é Jefferson. Eles têm um filho, Kai Clayton, nascido em 18 de dezembro de 2013.

## Trabalhos publicados
- Ling, Laura; Ling, Lisa (2010). Somewhere Inside: One Sister's Captivity in North Korea and the Other's Fight to Bring Her Home. [S.l.]: William Morrow. ISBN 978-0062000675